# Mansour Daou
Mansour Dhao Ibrahim  foi uma figura proeminente do regime Gaddafi, ele foi o chefe da guarda pessoal de Muammar al-Gaddafi. Ele fugiu com Gaddafi, durante a Batalha de Trípoli. No entanto, a BBC informou que ele havia sido visto em Agadèz e Niamey no Níger e que ele já não estava viajando com Gaddafi.
No início de novembro de 2011, e concedeu um entrevista à CNN, enquanto aguardava julgamento em um centro de detenção na cidade de Misrata, na qual relatou que:
1. em 18 de agosto de 2011, Muammar al-Gaddafi deixou Trípoli e fugiu para Sirte, onde viveu seus últimos dias muito atormentado, lendo livros e fazendo anotações, fazendo mudanças de esconderijo em casas abandonadas a cada três ou quatro dias, no final, ele e seus comandados não tinham água, energia ou comunicação com o mundo exterior;
2. em 22 de agosto de 2011, ele mesmo, junto com Saif al-Islam e Abdullah al-Senussi fugiram de Trípoli e chegaram à Bani Walid;
3. em 20 de outubro de 2011, foi formado um comboio de mais de 40 veículos que deveria fugir de Sirte antes do amanhecer em direção à aldeia de Jaref, localizada a 20 quilômetros a oeste da cidade sitiada, para que o líder deposto pudesse passar seus últimos momentos no local onde havia nascido, mas o comboio somente partiu por volta das 8 horas da manhã e aviões da Otan rapidamente atingiram um dos veículos do comboio, o impacto da explosão acionou os airbags no carro ele estava junto Muammar al-Gaddafi, que sofreu uma lesão leve na cabeça ou no peito, foi um momento de caos, confusão e horror;
4. um segundo ataque aéreo causou um maior número de vítimas e atingiu o carro onde eles estavam e, por isso, eles tiveram que tentar continuar a fuga a pé, mas foram cercados por partidários do novo regime e tentaram se proteger em tubos de drenagem;
5. enquanto tentava se proteger, foi atingido por estilhaços nas costas e perdeu a consciência, razão pela qual não sabe de detalhes posteriores relativos à morte do líder deposto;
6. rejeitou qualquer participação no Massacre da Prisão de Abu Salim, em 1996, e, na contratação de mercenários africanos durante a Guerra Civil Líbia;
7. acreditava que a morte do líder deposto acabou com a possibilidade de uma insurreição de seus partidários contra o novo regime e que caberia aos historiadores debater o legado de Kathafi, mas que seria um julgamento tendencioso, pois a História seria geralmente escrita pelos mais poderosos.